# Harry Potter és a Halál ereklyéi 1. (filmzene)

Daniel Radcliffe Harry Potter szerepében (2003)

J. K. Rowling Harry Potter és a Halál ereklyéi 1. című film zenéjét Alexandre Desplat, Golden Globe-díjas francia zeneszerző szerezte. Ez volt Desplat első része a Harry Potter-szériából amelyet ő komponált. Később őt kérték fel az utolsó film zenéjének megírására is. 2010 november 16-án hozták nyilvánosságra a zeneszámok listáját, három nappal a film premierje előtt.
A lemez a nyilvánosságra kerülést követően a Billboard 200 listáján a 74. helyezést szerezte meg.
A lemezen található számok listája:
| Sorszám | Cím (Szabad fordításban)                               | Hosszúság |
| ------- | ------------------------------------------------------ | --------- |
| 1       | Obliviate (Exmemoriam)                                 | 3:01      |
| 2       | Snape to Malfoy Manor (Piton útja a Malfoy kúriához)   | 1:58      |
| 3       | Polyjuice Potion (Százfűlé-főzet)                      | 3:32      |
| 4       | Sky Battle (Égi csata)                                 | 3:48      |
| 5       | At the Burrow (Az Odú)                                 | 2:35      |
| 6       | Harry and Ginny (Harry és Ginny)                       | 1:43      |
| 7       | The Will (A végrendelet)                               | 3:39      |
| 8       | Death Eaters (Halálfalók)                              | 3:14      |
| 9       | Dobby (Dobby)                                          | 3:49      |
| 10      | Ministry of Magic (A Mágiaügyi Minisztérium)           | 1:49      |
| 11      | Detonators (Csalizajgépek)                             | 2:23      |
| 12      | The Locket (A medál)                                   | 1:52      |
| 13      | Fireplace Escape (Menekülés a kandallón)               | 2:54      |
| 14      | Ron leaves (Ron elmegy)                                | 2:35      |
| 15      | The Exodus (A kivonulás)                               | 1:37      |
| 16      | Godric's Hollow Graveyard (A Godric's Hollow-i temető) | 3:15      |
| 17      | Bathilda Bagshot (Bathilda Bircsók)                    | 3:54      |
| 18      | Hermione's parents (Hermione szülei)                   | 5:50      |
| 19      | Destroying the Locket (A medál megsemmisítése)         | 1:10      |
| 20      | Ron's Speech (Ron beszéde)                             | 2:16      |
| 21      | Lovegood (Lovegood)                                    | 3:27      |
| 22      | The Deathly Hallows (A halál ereklyéi)                 | 3:17      |
| 23      | Captured and Tortured (Elfogva és megkínozva)          | 2:56      |
| 24      | Rescuing Hermione (Hermione kiszabadítása)             | 1:50      |
| 25      | Farewell to Dobby (Búcsú Dobbytól)                     | 3:43      |
| 26      | The Elder Wand (A Pálcák Ura)                          | 1:38      |

## Fordítás
- Ez a szócikk részben vagy egészben  a   Harry Potter and the Deathly Hallows - Part 1 (soundtrack) című angol Wikipédia-szócikk fordításán alapul.  Az eredeti cikk szerkesztőit annak laptörténete sorolja fel. Ez a jelzés csupán a megfogalmazás eredetét és a szerzői jogokat jelzi, nem szolgál a cikkben szereplő információk forrásmegjelöléseként.